# Kephali Lazana

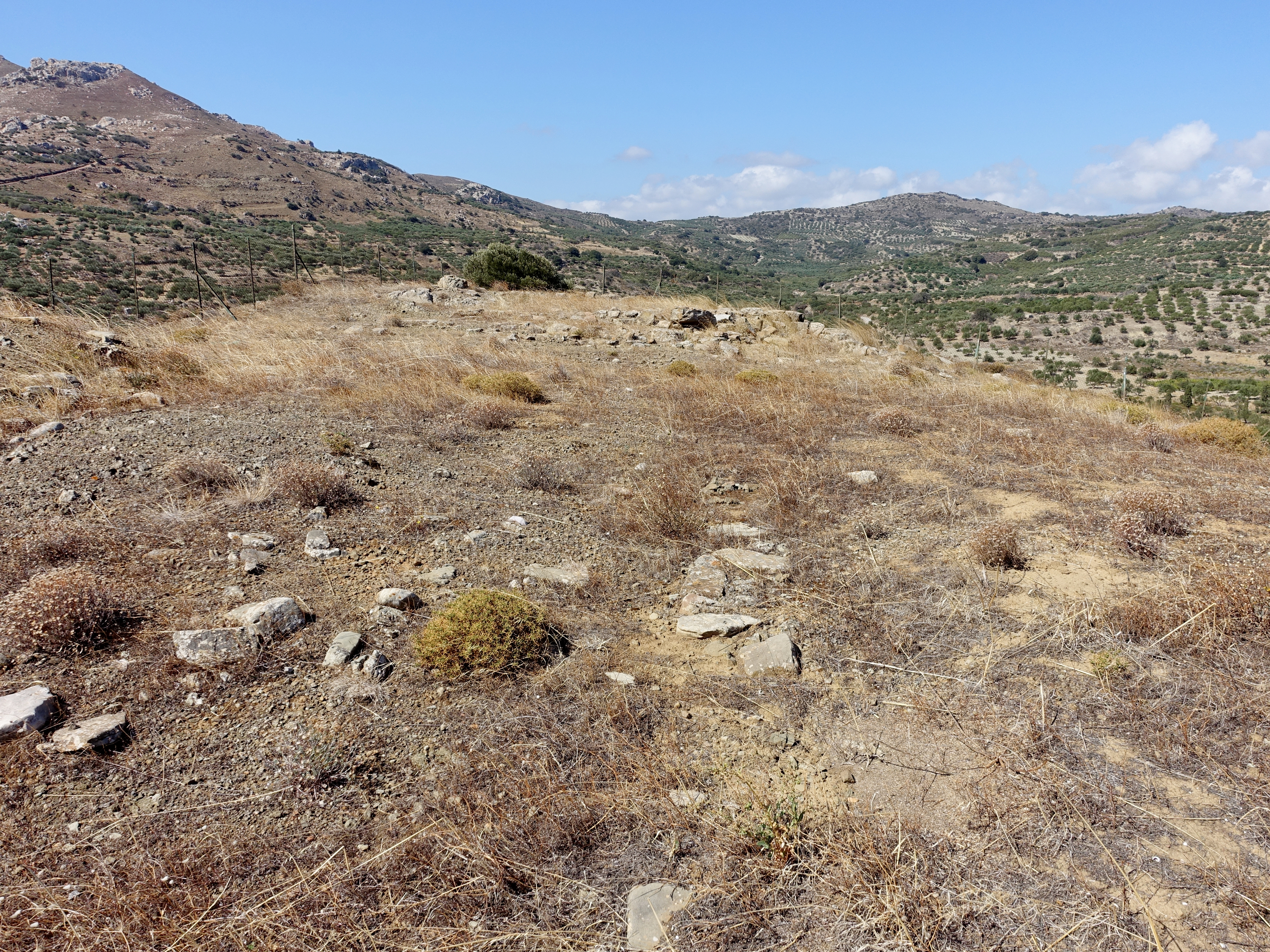
Kephali Lazana bei Chondros

Kephali Lazana (griechisch Κεφάλι Λαζανά Kefali Lazana) bezeichnet eine archäologische Ausgrabungsstätte in der Gemeinde Viannos im zentralen Süden der griechischen Insel Kreta. Sie befindet sich nahe der Ortslage Chondros (Χόνδρος) mit dem Ortsteil Pervola (Περβόλα). Bei den Gebäuderesten handelt es sich um die eines Landhauses oder Gehöftes, für das auch der Gattungsbegriff „Minoische Villa“ gebraucht wird, und die in die mittelminoische Phase MM III B bis in die spätminoische Phase SM I A der Neupalastzeit datiert werden.

## Lage und Beschreibung
Die 34 × 27 Meter messende Ausgrabungsstätte befindet sich auf der westlichsten Anhöhe einer Hügelkette in einer Höhe von über 460 Metern. Der Ort Chondros liegt circa 600 Meter südöstlich, der Ortsteil Pervola 500 Meter im Nordosten. Zu erreichen ist Kephali Lazana auf einem unbefestigten Weg, der in Pervola südwestlich von der Straße nach Chondros abgeht. Die Südküste Kretas an der Bucht von Keratokambos (Όρμος Κερατοκάμπου) ist ungefähr vier Kilometer entfernt. Die größere Ausgrabungsstätte von Kephala (Κεφάλα) etwa 100 Meter östlich mit ihren besser erhaltenen Strukturen wird in die spätminoische Phase SM III A2 datiert. Sie gilt als Nachfolgesiedlung von Kefali Lazana. Auch auf dem östlich anschließenden dritten Hügel Anatoliko Kephali (Ανατολικό Κεφάλι) wurden Überreste großer Mauern und kleinere Fundstücke entdeckt.

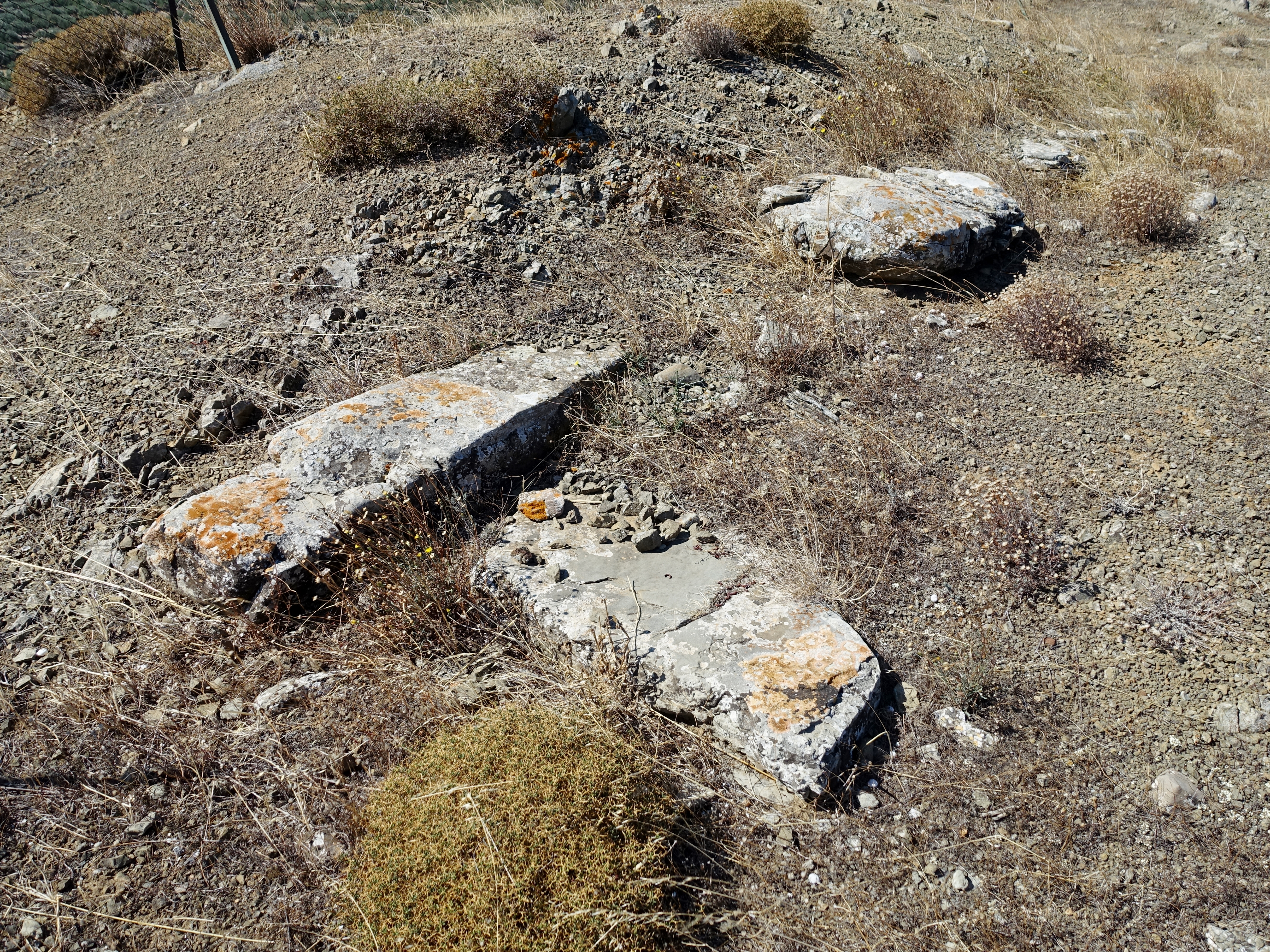
Südöstliche Fundamentreste

Nach einer Testgrabung auf dem mittleren Hügel Kephala im Jahr 1956 durch den griechischen Archäologen Nikolaos Platon und den sich ab 1957 anschließenden systematischen Ausgrabungen wurden 1960 die stark zerstörten Gebäudereste auf dem Kephali Lazana entdeckt. Die aufgefundene Keramik ist charakteristisch für die Übergangszeit von MM III B zu SM I A. Es wird angenommen, dass man die Baumaterialien des Landhauses zum Bau der späteren SM III-Siedlung der Ausgrabungsstätte Kephala verwendete, nachdem die Bauten auf dem Kephali Lazana in SM I (A?) durch ein Erdbeben zerstört und aufgegeben wurden.
Die drei Hügel Kephali Lazana, Kephala, auch Mikro Kephali genannt, und Anatoliko Kephali bestehen aus lokalem Flyschgestein. Am Osthang des Kephali Lazana wurde an zwei Stellen Sandstein geschnitten, wahrscheinlich für den Bau der Gebäude. Obwohl der östliche Hang mit 35 bis 40 Grad Neigung zu steil für größere Gebäude ist, wurden einige kleine Strukturen gefunden. Spuren einer Gruppe von Gebäuden erstrecken sich nach Osten bis zur SM III-Siedlung von Kephala.

Ausgrabungsstätte von Kephali Lazana
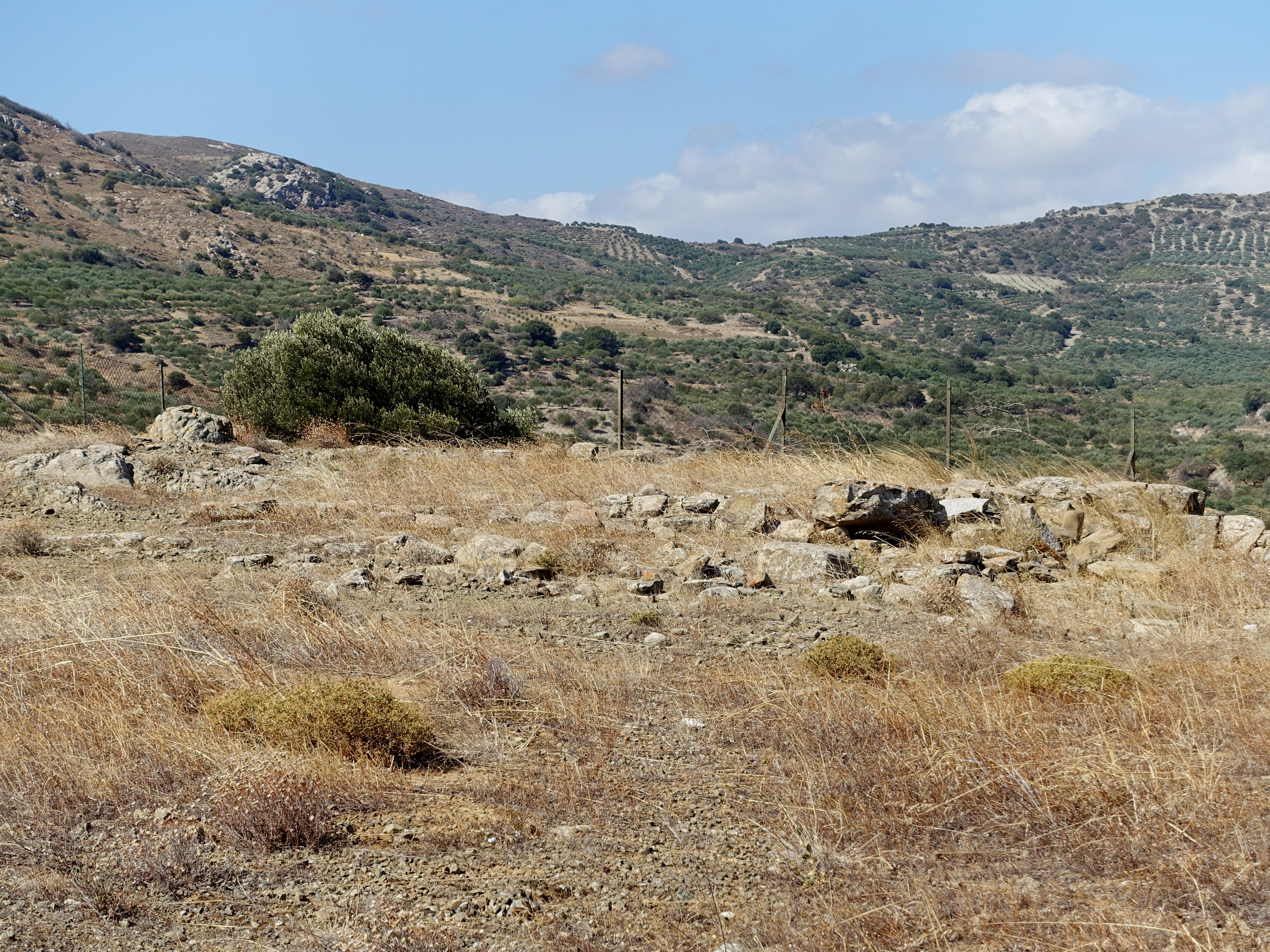
Strukturen auf dem Gipfel
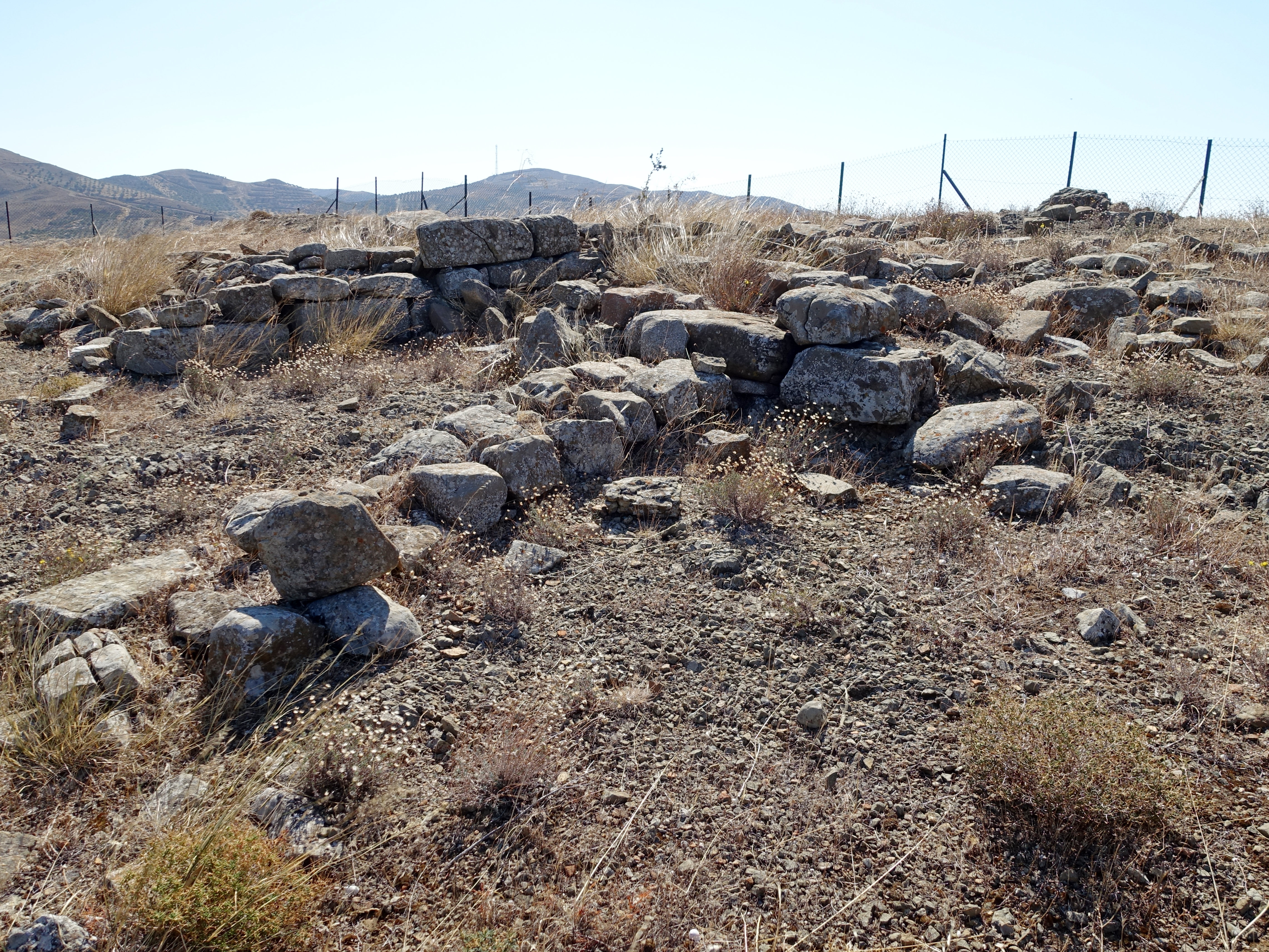
Westlicher Gipfelbereich
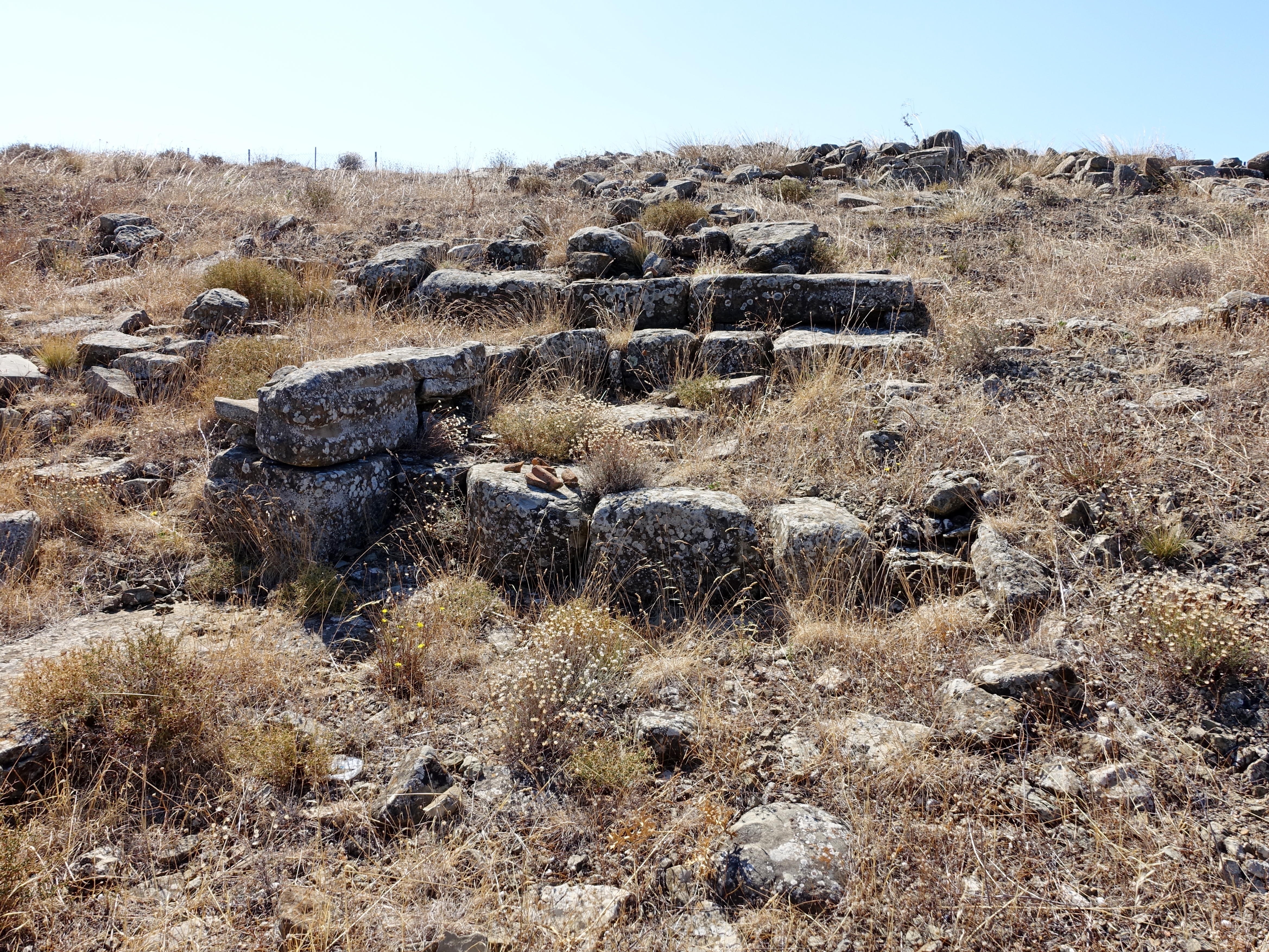
Nordwestliche Strukturen
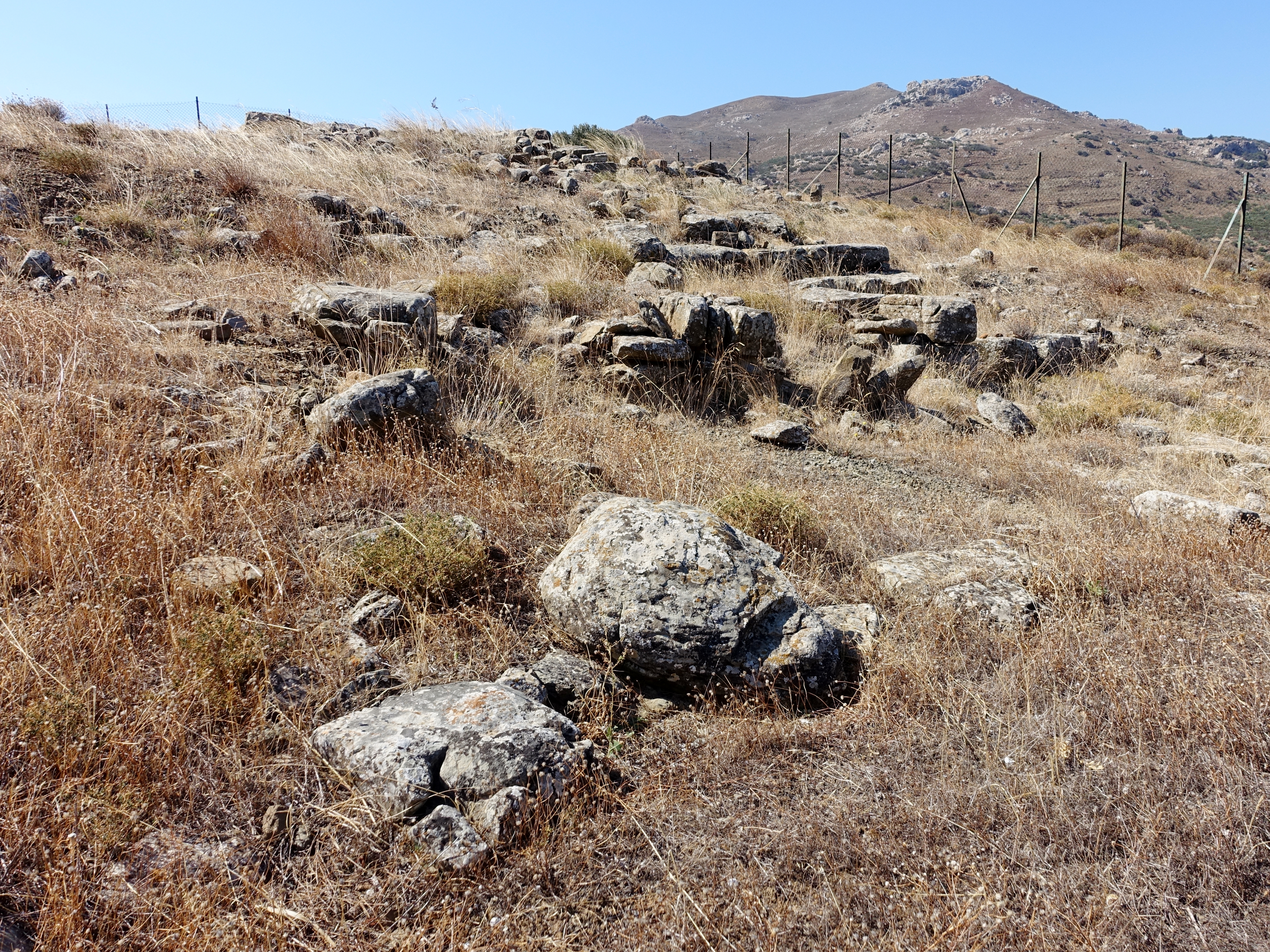
Nördlicher Hangbereich